# Бельгия на летних Олимпийских играх 1988
Бельгия принимала участие в Летних Олимпийских играх 1988 года в Сеуле (Корея) в девятнадцатый раз за свою историю, и завоевала две бронзовые медали. Сборная страны состояла из 59 спортсменов (35 мужчин, 24 женщины).

## Медалисты
| Медаль | Спортсмен           | Вид спорта | Дисциплина        |
| ------ | ------------------- | ---------- | ----------------- |
| Бронза | Франс Петерс        | Стрельба   | Трап              |
| Бронза | Роберт ван де Валле | Дзюдо      | Мужчины, до 95 кг |

## Результаты соревнований

### Академическая гребля
В следующий раунд из каждого заезда проходили несколько лучших экипажей (в зависимости от дисциплины). В финал A выходили 6 сильнейших экипажей, ещё 6 экипажей, выбывших в полуфинале, распределяли места в малом финале B.
Мужчины
| Соревнование | Спортсмены                      | Предварительный заезд | Предварительный заезд | Предварительный заезд | Отборочный заезд | Отборочный заезд | Отборочный заезд | Полуфинал            | Полуфинал            | Полуфинал            | Финал                | Финал                | Итоговое место       |                      |
| Соревнование | Спортсмены                      | Заезд                 | Время                 | Место                 | Заезд            | Время            | Место            | Заезд                | Время                | Место                | Время                | Место                | Итоговое место       |                      |
| ------------ | ------------------------------- | --------------------- | --------------------- | --------------------- | ---------------- | ---------------- | ---------------- | -------------------- | -------------------- | -------------------- | -------------------- | -------------------- | -------------------- | -------------------- |
| одиночки     | Дирк Круа                       | 3                     | 7:34,74               | 3                     | 1                | 7:19,94          | 3                | завершил выступление | завершил выступление | завершил выступление | завершил выступление | завершил выступление | завершил выступление | завершил выступление |
| двойки       | Ален Левёйллан Вим ван Беллегем | 1                     | 6:36,62               | 2                     | 2                | 6:54,57          | 1 Q              | 2                    | 6:47,44              | 2 QA                 | Финал A              | Финал A              | 4                    |                      |
| двойки       | Ален Левёйллан Вим ван Беллегем | 1                     | 6:36,62               | 2                     | 2                | 6:54,57          | 1 Q              | 2                    | 6:47,44              | 2 QA                 | 6:45,47              | 4                    | 4                    |                      |